# اندريو بلاك
اندريو بلاك (بالإنجليزية: Andrew Black)‏ (20 سبتمبر 1995 باسكتلندا في المملكة المتحدة - ) هو لاعب كرة قدم بريطاني في مركز الوسط. لعب مع نادي دندي وفورفار أثلتيك ‏.

## وصلات خارجية
- اندريو بلاك على موقع قاعدة بيانات كرة القدم.إي يو (الإنجليزية)
- اندريو بلاك على موقع Soccerbase.com (لاعب) (الإنجليزية)
- اندريو بلاك على موقع Soccerway.com (الإنجليزية)